# William Fleming (prawnik)
William Fleming (ur. 6 lipca 1736 w hrabstwie Cumberland w Wirginii, zm. 15 lutego 1824) – amerykański prawnik. 
Ukończył prawo na College of William and Mary w Williamsburgu. Później praktykował jako prawnik. Od 1772 zasiadał w legislaturach Wirginii.
W 1779 roku został delegatem na Kongres Kontynentalny. Od 1780 był sędzią, a od d 1789 zasiadał w Sądzie Najwyższym Wirginii.
Często jest mylony z pułkownikiem Williamem Flemingiem (1729-1795), politykiem z Wirginii i krótkotrwałym gubernatorem tego stanu..